# Coelotes curvilamnis
Coelotes curvilamnis là một loài nhện trong họ Amaurobiidae. Chúng được miêu tả năm 2001 bởi Ovtchinnikov.

## Phân loài
- C. c. alatauensis, Ovtchinnikov, 2001
- C. c. boomensis, Ovtchinnikov, 2001